# Homo ludens
Homo ludens – monografia holenderskiego historyka i teoretyka kultury Johana Huizingi wydana w 1938 roku. Autor zawarł w niej swoją koncepcję dotyczącą zabawy, która według niego stanowi fundament kultury. Tytuł Homo ludens pochodzący z łaciny w dosłownym tłumaczeniu można przetłumaczyć jako „człowieka bawiącego się”. Za polski przekład książki odpowiada Maria Kurecka i Witold Wirpsza, a pierwsze polskie wydanie pochodzi z roku 1967.

## Struktura książki
Książka podzielona jest na 12 rozdziałów i poprzedzona jest przedmową samego autora, każdy z rozdziałów odnosi się do innego aspektu zabawy:
1. Istota i znaczenie zabawy jako zjawiska kulturowego
2. Koncepcja pojęcia zabawy i wyrażenia językowe na jej określenie
3. Zabawa i współzawodnictwo jako funkcja kulturotwórcza
4. Zabawa i prawo
5. Zabawa i wojna
6. Zabawa i wiedza
7. Zabawa i poezja
8. Funkcja obrazowania poetyckiego
9. Ludyczne formy filozofii
10. Ludyczne formy sztuki
11. Kultury i epoki sub specie ludi
12. Element ludyczny w kulturze współczesnej

## Koncepcja homo ludens
Homo ludens to koncepcja człowieka, przedstawiona przez Huizingę we wzmiankowanym dziele, zakładająca, że u podstaw ludzkiego działania znajduje się zabawa, gra i współzawodnictwo. Autor w swojej fundamentalnej pracy podjął się zadania zrozumienia istoty zabawy i jej roli w społeczeństwie. Huizinga uznał, że zabawa przewija się przez różne obszary ludzkiego życia, od sztuki po politykę, stanowiąc nieodłączny element egzystencji.
Zabawa według Huizingi to: 

Z uwagi na formę można więc (…) nazwać zabawę czynnością swobodną, którą odczuwa się jako „nie tak pomyślaną” i pozostającą poza zwykłym życiem, a która mimo to może całkowicie zaabsorbować grającego; czynnością, z którą nie łączy się żaden interes materialny, przez którą żadnej nie można osiągnąć korzyści, która dokonuje się w obrębie własnego określonego czasu i własnej określonej przestrzeni; czynnością przebiegającą w pewnym porządku według określonych reguł i powołującą do życia związki społeczne, które ze swej strony chętnie otaczają się tajemnicą lub za pomocą przebrania uwydatniają swoją inność wobec zwyczajnego świata.

Do dzisiaj większość teoretyków gier i zabawy odwołuje się do tej definicji. Jest ona obecna chociażby w pracach Jespera Juula, czy na rodzimym gruncie Wojciecha Sikory.

## Magiczne koło
Huizinga w swoim dziele proponuje także koncepcję „magicznego koła”. Jest to przestrzeń, w której normalne zasady i rzeczywistość świata zostają zawieszone i zastąpione sztuczną rzeczywistością świata gry. Jak zauważa Huizinga zabawa na każdym kroku ujawnia się jako różniąca od „zwyczajnego” życia: „Zabawa nie jest »zwykłym« ani »właściwym« życiem. Jest to raczej wykraczanie z takiego życia w sferę tymczasowej aktywności o swoistych tendencjach”.
Koncepcja magicznego koła jest obecnie używana przede wszystkim w badaniach ludologicznych oraz badaniach nowych mediów i mediów cyfrowych.